# NGC 388
NGC 388 (другие обозначения — MCG 5-3-59, 4ZW 38, ZWG 501.90, Z 0105.0+3202, ARAK 28, VV 193, NPM1G +32.0047, ARP 331, PGC 4005) — эллиптическая галактика (E1) в созвездии Рыбы. Джон Дрейер описывал её «очень слабая, маленькая, круглая».
По оценкам, расстояние от Млечного Пути 250 миллионов световых лет, диаметр около 45 000 световых лет. Вместе с NGC 349 она, вероятно, образует гравитационно связанную пару галактик.
Гарольд Арп разделил свой каталог необычных галактик на группы в соответствии с чисто морфологическими критериями. Эта группа галактик относится к классу цепочек галактик. В той же области неба находиться галактики NGC 375, NGC 379, NGC 380, NGC 382, NGC 383, NGC 384, NGC 385, NGC 386 и NGC 387 образует галактическое скопление под названием Arp 331. С 21 другой галактикой, она является членом NGC 452 (LGG 18).
Этот объект входит в число перечисленных в оригинальной редакции «Нового общего каталога».
Галактика NGC 388 входит в состав группы галактик NGC 452. Помимо NGC 388 в группу также входят ещё 26 галактик.